# Boswachterij Anloo
De Boswachterij Anloo ligt ten zuidoosten van het dorp Anloo in de Nederlandse provincie Drenthe. De boswachterij heeft een omvang van ca. 160 ha. De boswachterij behoorde eertijds tot het landgoed Terborgh, plaatselijk bekend als het Evertsbos. De familie Everts plantte in 1914 het eerste dennenbos en ging over tot kleinschalige ontginning van de heide. Deze ontginning werd voortgezet tot 1930. De boswachterij is tegenwoordig eigendom van Staatsbosbeheer.

## Beschrijving
Het landschap in de boswachterij is kleinschalig en afwisselend. Er zijn lanen en houtsingels aangelegd, waartussen gemengd bos groeit. In de boswachterij zijn in de loop der tijd een aantal uitheemse bomen aangeplant, zoals de mammoetbomen (Sequoiadendron giganteum), waarvan in 1926 voor het eerst drie stuks werden aangeplant. Inmiddels zijn er 25 mammoetbomen, die zich verspreid tussen de inheemse bomen bevinden. Op een tweetal plekken is de heide bewaard gebleven. De percelen worden begraasd door de schaapskudde het Stroomdal  In het bos zijn  resten gevonden van een eeuwenoude weg die mogelijk al in de late bronstijd in gebruik was. 

## Pinetum
De familie Everts nam ook het initiatief tot de aanleg in 1953 van een pinetum: het Pinetum Ter Borgh, met een grote coniferencollectie. De inspiratie voor het pinetum kwam door een bezoek aan het pinetum Blijdenstein in Hilversum. Sinds 1973 wordt het pinetum beheerd door een stichting.

## Dodenakker
Bijzonder in de boswachterij is de aanwezigheid op een beperkte oppervlakte van begraafplaatsen uit meerdere periodes. Midden in de boswachterij ligt hunebed D11. Verspreid over he terrein liggen verschillende grafheuvels zowel uit de ijzertijd als de bronstijd, waarvan één aan het Galgwanderveen. De familie Evers heeft in het bos een eigen begraafplaats aangelegd. Sinds 2014 is er een eigentijds urnenveld waar de as na crematie begraven kan worden.

## Wandelroutes
Staatsbosbeheer heeft in de boswachterij enkele wandelingen uitgezet:
- het cultuurhistorisch wandelpad Anloo
- het natuurpad Anloo

De bossen zijn bereikbaar vanaf Eext en vanaf een parkeerplaats aan de weg van Anloo naar Anderen.

## Tweede Wereldoorlog
Tijdens de Tweede Wereldoorlog bevond zich op het landgoed een onderduikershol. Van de acht onderduikers werden er in september 1944 drie gevangengenomen en in Westerbork ter dood gebracht. Kort voor de bevrijding werden op deze plaats tien verzetsstrijders uit Groningen geëxecuteerd. Voor hen werd een gedenkteken opgericht, aanvankelijk alleen voor de tien mensen die hier werden gedood, later ook voor de drie in Westerbork omgebrachte onderduikers.

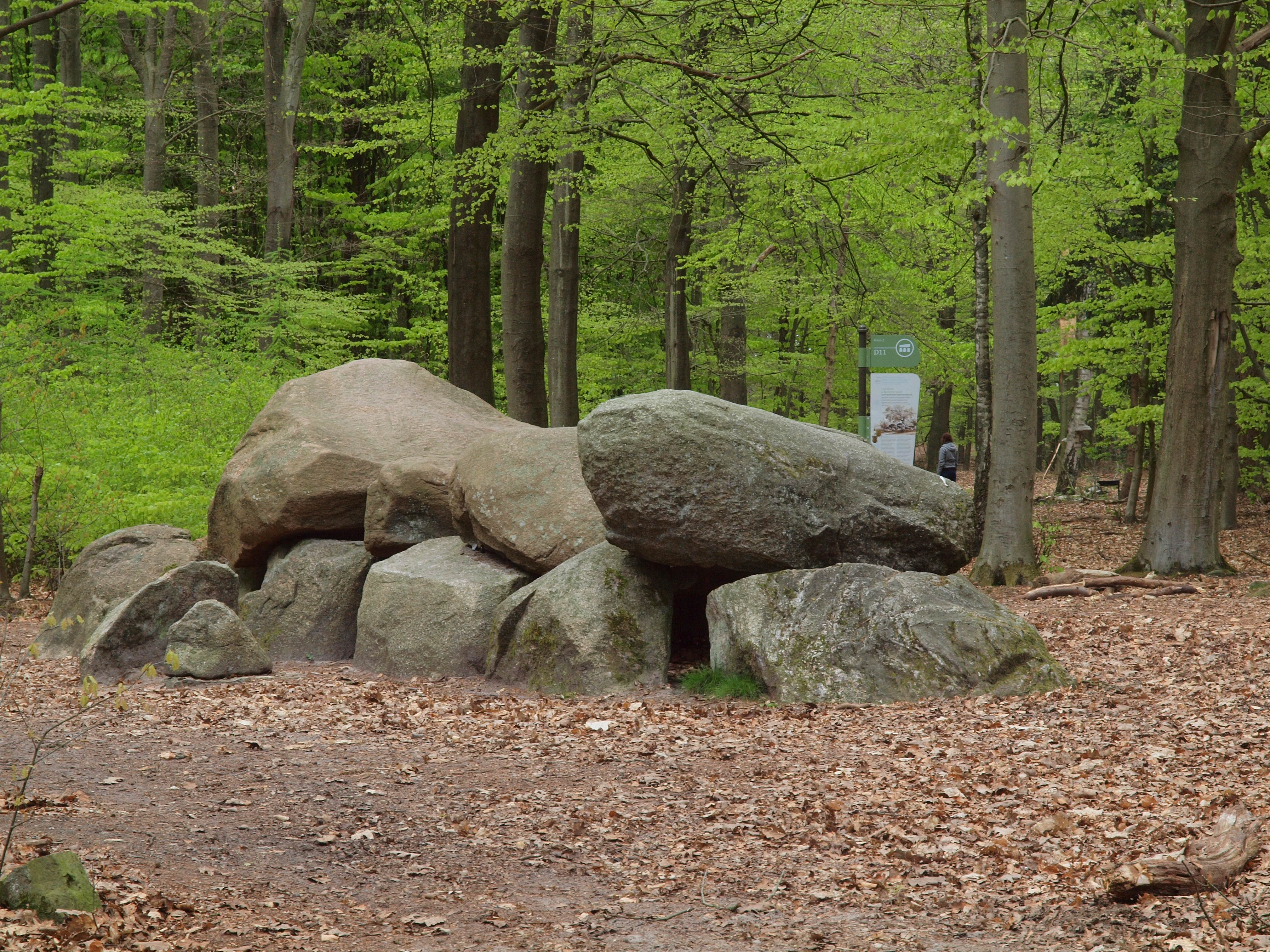
Hunebed D11
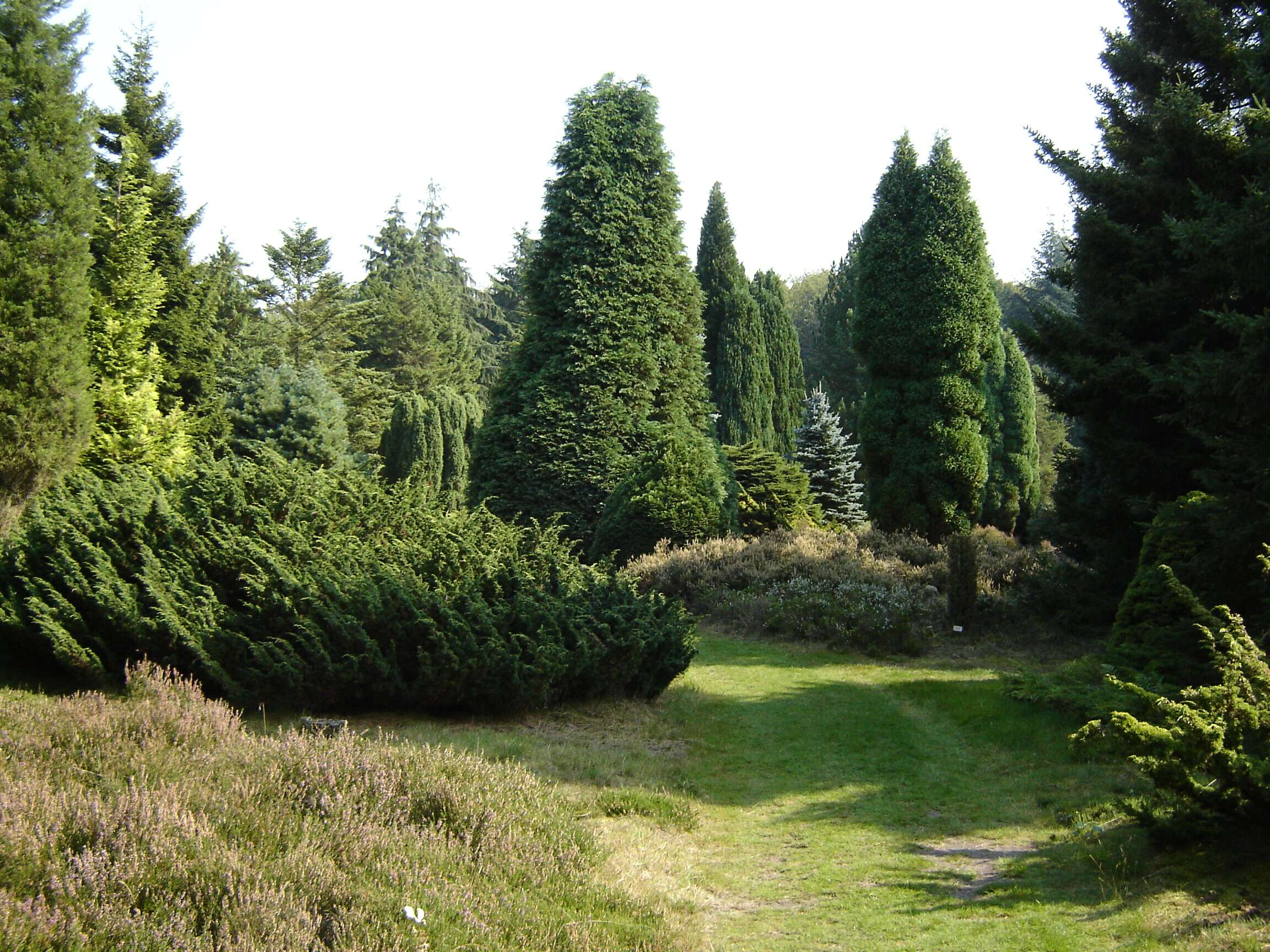
Pinetum
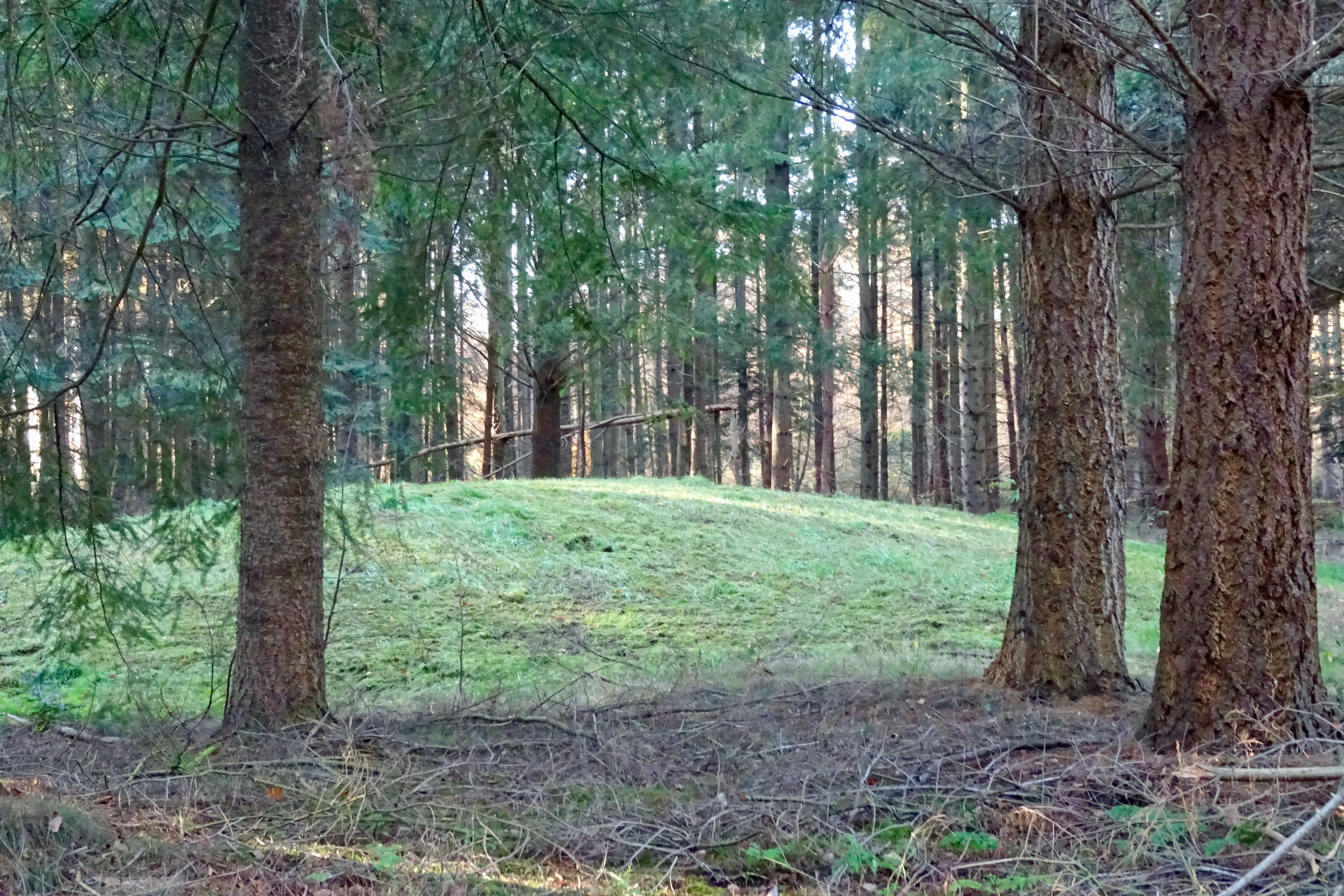
Grafheuvel
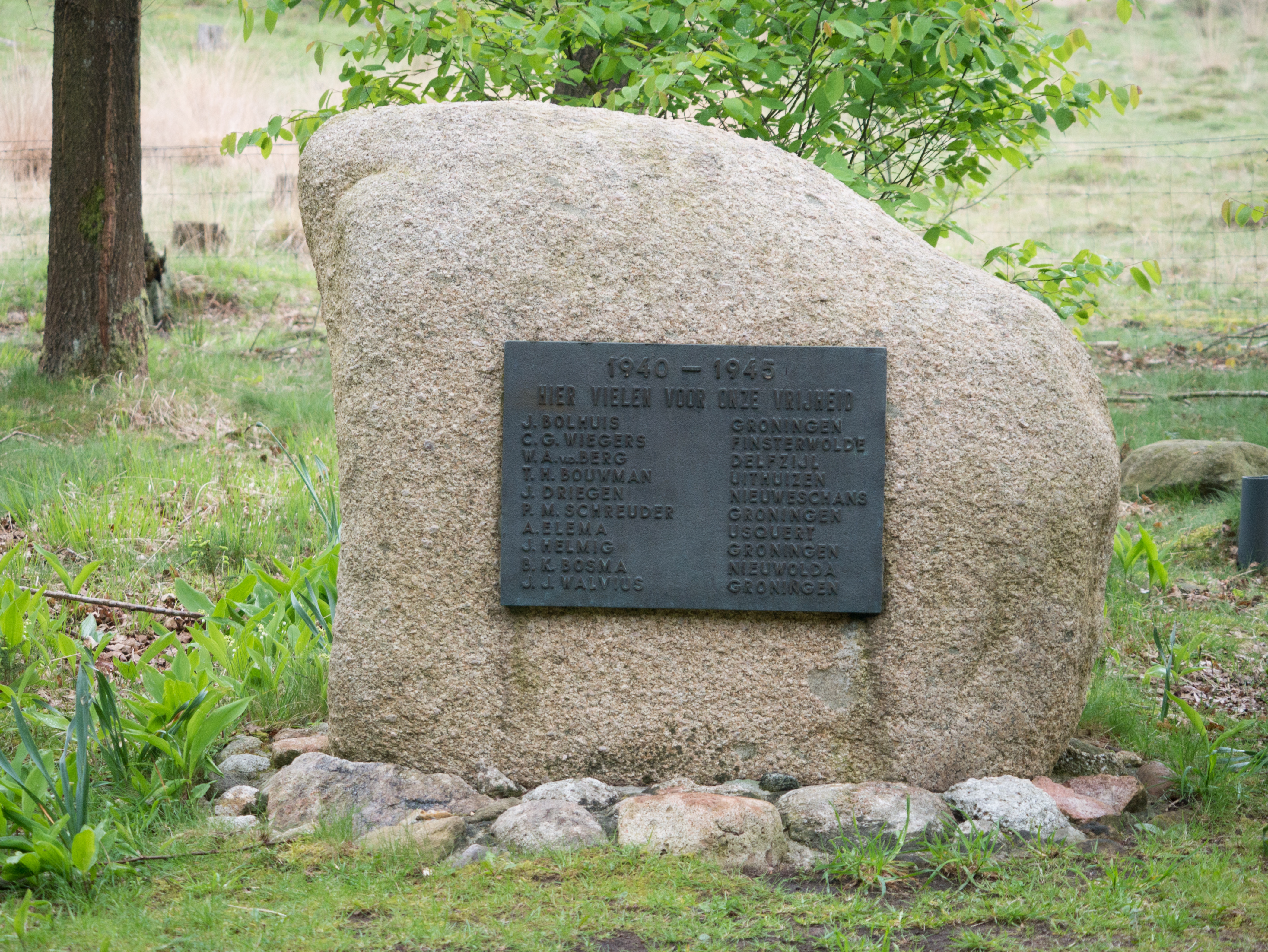
Verzetsmonument